# Zlechov
Zlechov är en ort i Tjeckien.   Den ligger i distriktet Okres Uherské Hradiště och regionen Zlín, i den östra delen av landet, 240 km sydost om huvudstaden Prag. Zlechov ligger 204 meter över havet och antalet invånare är 1 567.
Terrängen runt Zlechov är platt åt sydost, men åt nordväst är den kuperad.Runt Zlechov är det tätbefolkat, med 343 invånare per kvadratkilometer. Närmaste större samhälle är Uherské Hradiště, 5,9 km öster om Zlechov. Trakten runt Zlechov består till största delen av jordbruksmark.